# Cuaespinós pitblanc
El cuaespinós pitblanc (Synallaxis albescens) és una espècie d'ocell de la família dels furnàrids (Furnariidae).

## Hàbitat i distribució
Habita praderies, sabanes, zones humides i arbustives de les terres baixes del sud-oest de Costa Rica i oest i centre de Panamà. Des del nord, centre i est de Colòmbia, Veneçuela, Trinitat i Guaiana, cap al sud, per l'est dels Andes, a l'ample del nord, centre, est i sud-est del Brasil fins l'extrem sud-est de Perú, nord, est i sud-est de Bolívia, Paraguai i nord de l'Argentina.